# Glypthaga paupercula
Glypthaga paupercula är en skalbaggsart som först beskrevs av Thomson 1868.  Glypthaga paupercula ingår i släktet Glypthaga och familjen långhorningar. Inga underarter finns listade i Catalogue of Life.